# Pokémon 4Ever: Celebi - Voice of the Forest
Pocket Monsters Celebi Toki o Koeta Deai (劇場版ポケットモンスター セレビィ 時を超えた遭遇 Gekijōban Poketto Monsutā Serebii Toki o Koeta Deai?, Pocket Monsters la Película: Celebi, el Encuentro que Atraviesa el Tiempo), conocida en Estados Unidos como Pokémon 4Ever: Celebi - Voice of the Forest, es la cuarta película oficial del anime Pokémon. Esta protagonizada por los Pokémon Legendarios Celebi y Suicune.

## Argumento
La película se enfoca en Celebi quien viaja al futuro con un joven llamado Sam cuando eran perseguidos por un cazador. Ash, Misty, Brock y Pikachu se dirigían al siguiente gimnasio en su viaje por la región de Johto y son ayudados por un hombre llamado Maki quien los lleva a su ciudad natal Arborville. Ven un Suicune (quien fuera el primer Pokémon que Ash viera en Johto). Cuando planean entrar a un bosque del que se afirma tiene muchos Pokémon raros, son prevenidos por una anciana mujer sobre la "Voz del Bosque" la cual puede sacar a una persona y llevarla a un diferente período en el tiempo.
Ash y el grupo encuentran a la Voz del Bosque y hallan a Sam en el bosque, pero Celebi ya había huido. Sam despierta y descubre que se encuentra 40 años en el futuro de donde estaba. Él, Ash, y los otros buscan a Celebi y lo encuentran en un árbol. Luego de intentar convencerle de que no hay peligro, el grupo consigue ganarse la confianza de Celebi. Se encuentran con un miembro del Equipo Rocket, el Merodeador de la Máscara de Acero, quien trata de capturar a Celebi. Jessie y James además hacen equipo con el Merodeador de la Máscara de Acero para capturar a Celebi.
Los héroes llevan a Celebi a su casa, el Lago de la Vida, donde es curado por el agua. El grupo pasa la noche en el bosque. Al día siguiente, Celebi es capturado y se vuelve malo por un tipo especial de Poké Ball, la Bola Oscura, una Poké Ball con poderes especiales que realzarán los poderes de los Pokémon capturados y los volverán malvados. El Merodeador le ordena a Celebi crear un dragón gigante hecho con partes del bosque. Los héroes, y Meowth con James (Jessie fue atrapada por el dragón), van tras Celebi en el bote volador de Maki, pero son derribados por los ataques del Celebi malvado. El Merodeador trata de matar a Ash y Sam, pero Suicune les salva. Onix y Suicune luchan contra el malvado Tyranitar del Merodeador, mientras que Ash, Sam y Pikachu trepan al dragón y consiguen regresar los recuerdos de Celebi, trayendo exitosamente a Celebi devuelta a la normalidad. 
Con la destrucción del dragón, Jessie y el Merodeador caen a un lago. Los otros héroes llegan al límite del lago y encuentran a Ash y Sam con Celebi, quien de repente cae inconsciente. Ash y Sam descubren que Celebi ha muerto y todos lloran. Sin embargo, la Voz del Bosque se materializa en el cielo y miles de Celebi aparecen y resucitan a Celebi. El Merodeador aparece y rapta a Celebi huyendo con un cinturón cohete, pero Ash y Pikachu se agarran de él mientras vuela lejos. Pikachu destruye la máquina del Merodeador y caen a tierra, pero Celebi les salva. El Merodeador cae al suelo del bosque y es confrontado por la anciana, su nieta Diana y Maki.
Celebi se prepara para llevar a Sam de vuelta en el tiempo. Él tiene una despedida emotiva con Ash y parte. Más tarde, Ash y sus amigos hablan con el Profesor Oak quien le dice a Ash que él y Sam serán amigos por siempre. Luego que la llamada termina, Misty se pregunta cómo es que Oak conoce el nombre de Sam, ya que no se lo habían dicho. Oak luego reflexiona sobre el evento, diciendo que parece como si todo hubiera ocurrido ayer.
Los créditos finalizan con Tracey limpiando el cuarto de Oak y encontrando un cuaderno de dibujo de Sam, que contiene un descolorido dibujo de Pikachu y Celebi. La razón es que Sam era actualmente la joven versión del Profesor Oak, cuyo primer nombre es Samuel.

## Personajes
Ash (サトシ Satoshi?)
 Seiyū: Rika Matsumoto
Profesor Oak (オーキド博士 Ookido-Hakase?)
 Seiyū: Unsho Ishizuka
Misty (カスミ Kasumi?)
 Seiyū: Mayumi Iizuka
Brock (タケシ Takeshi?)
 Seiyū: Yūji Ueda
Towa (トワ Towa?)
 Seiyū: Mami Koyama
Cazador Pokémon (ポケモンハンター Pokémon hunter?)
 Seiyū: Koichi Yamadera
Vicius (ビシャス Vicious?)
 Seiyū: Shirō Sano
Dundee (アリゲイツのトレーナー Alligates Trainer?)
Sr. White (ホワイト White?)
 Seiyū: Takashi Fujī
Tracey Sketchit (ケンジ Kenji?)
 Seiyū: Tomokazu Seki
Jessie (ムサシ Musashi?)
 Seiyū: Megumi Hayashibara
James (コジロウ Kojirō?)
 Seiyū: Shinichirō Miki
Diana (ミク Miku?)
 Seiyū: Anne Suzuki

## Reparto
| Personaje    | Actor de Voz (Japón) | Actor de Voz (España) | Actor de Voz (Hispanoamérica) |
| ------------ | -------------------- | --------------------- | ----------------------------- |
| Ash Ketchum  | Rica Matsumoto       | Adolfo Moreno         | Gabriel Ramos                 |
| Pikachu      | Ikue Ōtani           | Ikue Ōtani            | Ikue Ōtani                    |
| Misty        | Mayumi Iizuka        | Miriam Valencia       | Xóchitl Ugarte                |
| Brock        | Yūji Ueda            | Javier Balas          | Arturo Mercado Jr.            |
| Togepi       | Satomi Kōrogi        | Satomi Kōrogi         | Satomi Kōrogi                 |
| Jessie       | Megumi Hayashibara   | Amparo Valencia       | Diana Pérez                   |
| James        | Shinichirō Miki      | Iván Jara             | José Antonio Macías           |
| Meowth       | Inuko Inuyama        | José Escobosa         | Gabriel Cobayassi (?)         |
| Vicius       | Shirō Sano           | Héctor Cantolla       | Humberto Solórzano            |
| Diana        | Anne Suzuki          | Mar Bordallo          | Claudia Garzón                |
| Profesor Oak | Unshō Ishizuka       | Roberto Encinas       | Hugo Navarrete                |
| Celebi       | Kazuko Sugiyama      | Kazuko Sugiyama       | Kazuko Sugiyama               |
| Narrador     | Unshō Ishizuka       | Eduardo del Hoyo      |                               |

## Recepción
Celebi - Voice of the Forest, al igual que sus antecesoras, recibió críticas negativas por parte de la crítica especializada, pero mixtas a positivas por parte de la audiencia y los fanes. En el sitio web Rotten Tomatoes la película tiene una aprobación de 14 %, basada en 37 reseñas, con una calificación promedio de 3.5/10, mientras que de parte de la audiencia tiene una más alta aprobación de 54 %, basada en más de 15 000 votos, con una puntuación de 3.3/5. En Metacritic la película tiene una puntuación de 25 sobre 100, basada en 16 reseñas, indicando "reseñas generalmente desfavorables".
En el sitio web IMDb tiene una calificación de 5.5 basada en más de 5000 votos. En la página Anime News Network posee una puntuación aproximada de 6 (decente), basada en más de 700 votos, mientras que en MyAnimeList tiene una calificación de 7.1, basada en más de 36 000 votos.